# Músculo extensor longo do hálux

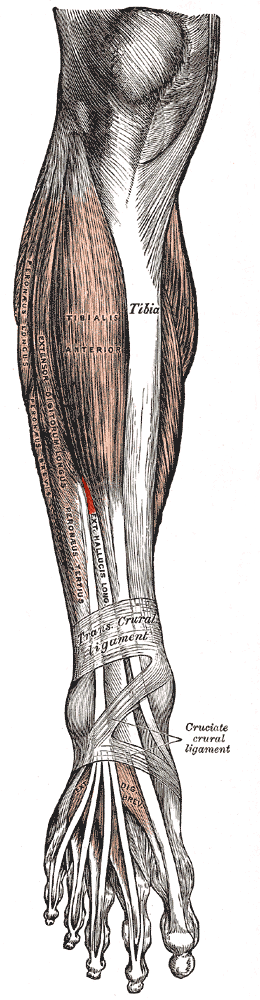
Flexibilidade muscular do hálux.

O músculo extensor longo do hálux é um músculo da perna.